# Uma ilha lá longe
Uma ilha lá longe (Una illa molt lluny) és un llibre infantil escrit per Cora Rónai amb il·lustracions de Rui de Oliveira. El 1988, va guanyar el premi Ophélia Fontes d'il·lustració i va rebre Menció d'honor a la Biennal del Llibre de São Paulo.